# Микитенко, Евгений Олегович
Евгений Олегович Микитенко (укр. Євген Олегович Микитенко; род. 25 августа 1953, Киев) — украинский дипломат. Чрезвычайный и Полномочный Посол Украины в Арабской Республике Египет (2019—2021). Чрезвычайный и Полномочный Посол Украины (2002).

## Биография
Родился 25 августа 1953 года в Киеве.
Окончил Институт стран Азии и Африки МГУ (арабский язык и литература, филолог-востоковед, референт-переводчик с арабского языка).
В 1978—1981 годах — аспирант ИСАА МГУ.
В 1981—1982 годах — ответственный секретарь комитета по связям с писателями Азии и Африки Союза писателей СССР.
В 1982—1985 годах — корреспондент редакции Ближнего и Среднего Востока и Африки Агентства печати «Новости».
В 1985—1986 годах — корреспондент Информцентра АПН в Ливане.
В 1986—1990 годах — первый секретарь Посольства СССР в Ираке.
В 1991—1994 годах — советник, заведующий отделом стран Ближнего и Среднего Востока Первого территориального управления Министерства иностранных дел Украины.
В 1994—1996 годах — заместитель начальника Управления азиатско-тихоокеанского региона, Ближнего и Среднего Востока и Африки МИД Украины.
С 17 апреля 1996 по 20 декабря 1999 года — Чрезвычайный и Полномочный Посол Украины в Королевстве Саудовская Аравия.
С 27 октября 1997 по 20 октября 2001 года — Чрезвычайный и Полномочный Посол Украины в Хашимитском Королевстве Иордания по совместительству.
С 20 декабря 1999 по 20 октября 2001 года — Чрезвычайный и Полномочный Посол Украины в Сирийской Арабской Республике.
В 2001—2004 годах — первый заместитель руководителя Главного управления по вопросам внешней политики Администрации президента Украины.
С 19 марта 2004 по 10 мая 2006 года — Чрезвычайный и Полномочный Посол Украины в Объединённых Арабских Эмиратах.
С 13 сентября 2004 по 10 мая 2006 года — Чрезвычайный и Полномочный Посол в Королевстве Бахрейн по совместительству.
С 12 октября 2004 по 10 мая 2006 года — Чрезвычайный и Полномочный Посол в Государстве Катар по совместительству.
С 10 мая 2006 по 4 июня 2010 года — Чрезвычайный и Полномочный Посол Украины в Арабской Республике Египет.
С 28 марта 2007 по 4 июня 2010 года — Чрезвычайный и Полномочный Посол в Республике Судан по совместительству.
С 9 июня 2010 по 24 мая 2011 года — заместитель министра иностранных дел Украины.
С мая 2011 по февраль 2013 года — специальный представитель Украины по вопросам Ближнего Востока и Африки.
С 28 декабря 2012 по 27 февраля 2019 года — Чрезвычайный и Полномочный Посол Украины в Государстве Катар.
С 11 апреля 2019 по 6 октября 2021 года — Чрезвычайный и Полномочный Посол Украины в Арабской Республике Египет.
Владеет английским и арабским языками.
Женат, имеет сына.
Отмечен государственными наградами Украины и иностранных государств.